# Asesinato de Chloé Ansel
El asesinato de Chloé Ansel (Calais, Norte-Paso de Calais; 4 de abril de 2006-Ibídem, 15 de abril de 2015) se refiere al secuestro y posterior asesinato de una niña francesa ocurrido en la primavera de 2015, apenas una semana después de su noveno cumpleaños. Fue secuestrada cerca de su casa, y solo unas horas después encontrada muerta cerca de los bosques de Calais.
El cuerpo mostraba signos evidentes de violación y estrangulamiento, traumatismos confirmados posteriormente mediante una autopsia. El principal sospechoso, un ciudadano polaco llamado Zbigniew Huminski, fue detenido rápidamente y confesó posteriormente el crimen.
El 21 de abril, tras un funeral en la iglesia de Saint Pierre de Calais, Chloé fue enterrada en el cementerio del Norte. El 15 de mayo de 2017, el presunto asesino se ahorcó en su celda de la prisión.

## Desaparición
El 15 de abril de 2015 a las 15:30 horas, Chloé, una niña de 9 años que vivía en el barrio de Petit-Courgain, desapareció en Calais, víctima de un secuestro por parte de un sospechoso que viajaba en un vehículo rojo, un Seat Toledo, al parecer matriculado en Bélgica. La pequeña, nacida el 4 de abril de 2006, cursaba tercer curso en la escuela primaria Chateaubriand y era la mayor de tres hermanos, con un hermano y una hermana menores. Su padre, David Ansel, la describió como "una niña feliz", "muy valiente", "que trabajaba bien en el colegio" y "muy educada". Su madre, Isabelle Hyart, dijo que "era una niña encantadora, siempre sonriente" y que "le encantaba la vida".
Chloe, que previamente había asistido a la fiesta de cumpleaños de una amiga, estaba a punto de ir a su clase de baile programada para las 16:00 horas y estaba jugando con una pistola de agua con una de sus amigas. Su madre, para cambiar a sus otros dos hijos y coger el equipo deportivo de la niña, la había dejado sola durante unos minutos, tras haberla vigilado inicialmente desde su ventana. En cuanto al sospechoso, llevaba ya tres días allí, cerca de los contenedores de basura, y estaba bebiendo una cerveza.
Después de que la niña salpicara con agua al sospechoso, éste la agarró por el brazo y tras amenazarla de muerte diciéndole "te voy a matar" la empujó contra una pared y la metió dentro de su vehículo. Un hombre trató infructuosamente de salvarla, pero el sospechoso lo apartó de un empujón y amenazó con "dispararle en la cara" tras decirle "quítate de mi vista". Su madre fue testigo del secuestro, cuando vio a su hija en el suelo aturdida y el desconocido tirando de su brazo e introduciéndola en el auto. Salió rápidamente afuera pero el coche ya se alejaba.

## Investigación y descubrimiento del cuerpo
Tras el secuestro, las zapatillas de ballet de la niña fueron encontradas cerca del lugar de los hechos.
A través de Facebook se hizo un llamamiento en busca de testigos, mientras que algunos residentes locales habían señalado la lentitud y las pistas falsas con las que se enfrentaba la policía. Como sus padres estaban divorciados, el padre tuvo que ir a comisaría a dar su consentimiento para activar la alerta de secuestro, pero ya era demasiado tarde. Su cuerpo desnudo fue encontrado una hora y media más tarde, a las 17:15 horas, en un bosque. El cuerpo presentaba las huellas de una agresión sexual pero también elementos que permiten entender que fue estrangulada, hallazgos posteriormente corroborados en la autopsia pertinente, realizada el jueves 17 de abril de 2015.

## Arresto del sospechoso y posterior confesión
Un sospechoso de nacionalidad polaca, Zbigniew Huminski, fue detenido en estado de embriaguez. Admitió haber secuestrado y violado a la niña. El 18 de abril de 2015, Zbigniew Huminski fue acusado de "secuestro, violación, y asesinato".

## Suicidio del acusado
El 15 de mayo de 2017, el presunto asesino se ahorcó en su celda de la prisión de Sequedin, en el norte de Francia. El juicio se celebró en septiembre de ese mismo año, poniendo fin a la investigación del caso.

## Personalidad y perfil criminal del sospechoso
El sospechoso era un trabajador polaco de 38 años nacido en 1977, ya conocido por la policía.
Tras una infancia difícil en la que se divorciaron sus padres, Zbigniew Huminski abandonó el sistema educativo. A continuación cometió numerosos robos en su país de origen, uno de ellos en 2000 en Varsovia, que justificó por su difícil situación económica. Debía cumplir un año de prisión por este en 2015. A principios de la década de 2000, se marchó a Francia. En 2004, fue condenado por robo a mano armada y ocupación ilegal de domicilio y, a su regreso a Polonia, por secuestro. Debido a sus antecedentes penales, no puede alistarse en la Legión Extranjera.
En 2009, amenazó a una niña de 9 años, cuyo padre describe al sospechoso como "una persona desagradable, un depredador" que "observa y luego actúa". Posteriormente, la niña quedó con secuelas psicológicas.
El 30 de marzo de 2010 fue condenado a seis años de prisión con prohibición permanente de entrar en territorio francés por "extorsión con violencia, robo con agravantes y secuestro o intento de secuestro", tras varias agresiones físicas, una de ellas con arma blanca a una anciana. En el juicio se le describió como "intolerante a la frustración, inmaduro y falto de autoestima". Sin embargo, permaneció en Francia al término de su detención, que finalmente se redujo en dos años, y se instaló en Calais, donde vivía desde hacía unos 15 años. A este respecto, la madre de la víctima dijo no entender "por qué estaba en Francia" pero "el fiscal de Boulogne, Jean-Pierre Valensi, precisó que la prohibición de entrada en el territorio no podía aplicarse al sospechoso habida cuenta de los delitos por los que había sido condenado allí".

## Tributos y reacciones políticas
El 16 de abril de 2015, se organizó una primera marcha blanca, a la que asistieron 5 000 personas, en su memoria; dos días más tarde tuvo lugar una segunda marcha blanca, a la que asistieron la mitad de personas, pero en la que estuvo presente y en la que participó Camille Cerf, quien fuera Miss Francia 2015. El 25 de abril de ese año se volvió a realizar una suelta de globos.
El 22 de abril de 2015, en su funeral, la alcaldesa de Calais, Natacha Bouchard, declaró que quería transformar la plaza donde tuvo lugar la tragedia en un "lugar de descanso", para rendirle homenaje.
El entonces primer ministro francés, Manuel Valls Galfetti, declaró el 16 de abril que "se hará toda la verdad para comprender el itinerario del sospechoso polaco". El 17 de abril de 2015, el secretario general de la Unión por un Movimiento Popular, Laurent Wauquiez, declaró que la tragedia "confirma que la política de desarme penal de la señora Taubira (entonces ministra de Justicia) es una locura" y pidió que "se incaute la inspección general de los servicios judiciales". Valérie Pécresse, de Los Republicanos, declaró que el acuerdo de Schengen debía "revisarse". La justicia polaca declaró que no es responsable de su delito.